# Valverde de Leganés
Valverde de Leganés es un municipio y localidad española de la provincia de Badajoz, en la comunidad autónoma de Extremadura.

## Situación
Está situado entre Olivenza y Almendral, cerca del pantano de Piedra Aguda, en el ámbito más cercano a la influencia de la frontera. Pertenece a la comarca y al Partido judicial de Olivenza.

## Historia
En 1594 formaba parte de la Tierra de Badajoz en la provincia de Trujillo.
El siglo pasado aún aparece nombrada como Valverde de Badajoz, jurisdicción a la que perteneció inicialmente desde su fundación en el siglo XIII. Posteriormente, pasó a integrarse en las casas de Leganés y Altamira, teniendo a su vez como anejos, hasta su desaparición en el XVII, a las aldeas de Valdesevilla y Los Arcos. La proximidad a la frontera hizo de Valverde escenario de numerosas acciones de guerra relacionadas con los conflictos hispano-portugueses en todas las épocas. En sus inmediaciones tuvo lugar en 1385 la batalla que remató el descalabro sufrido poco antes por los castellanos en Aljubarrota. 
El 13 de septiembre de 1643 la localidad fue arrasada por los portugueses durante la guerra de la separación. En 1704, iniciada la de Sucesión, sus moradores la abandonaron, temerosos de nuevos ataques lusitanos, que efectivamente se produjeron con terribles resultados, hasta el punto de que el enclave quedó destruido por completo y despoblado, hasta que en 1712 se inició su reconstrucción. Valverde fue escenario también de la reunión mantenida el 14 de mayo de 1811 por los generales aliados con Beresford, para preparar la batalla librada dos días después contra los franceses en los campos de La Albuera, y en la que parte de las tropas tuvieron aquí sus campamentos de partida.
A la caída del Antiguo Régimen la localidad se constituye en municipio constitucional en la región de Extremadura. Desde 1834 quedó integrado en el Partido judicial de Olivenza. En el censo de 1842 contaba con 431 hogares y 1510 vecinos.

## Demografía
Valverde de Leganés cuenta con una población de 4218 habitantes (INE 2024).
| Gráfica de evolución demográfica de Valverde de Leganés entre 1842 y 2021                                             |
| |
| Población de derecho según los censos de población del INE. Población de hecho según los censos de población del INE. |

## Patrimonio
Iglesia parroquial católica bajo la advocación de San Bartolomé, en la Archidiócesis de Mérida-Badajoz.

Convento Franciscano Madre De Dios, declarado en 2020 como Bien de Interés Cultural en la modalidad de Monumento, por la Junta de Extremadura
Almendro Real, catalogado en 2014 como Árbol Singular de Extremadura

## Medios de comunicación
Prensa escrita
El municipio cuenta con su propio periódico local, Hoy Valverde de Leganés, formado a partir de una corresponsalía del diario regional Hoy —que se edita en Badajoz capital—.